# Aboncourt (Meurthe-et-Moselle)
Aboncourt is een gemeente in het Franse departement Meurthe-et-Moselle (regio Grand Est) en telt 117 inwoners (2009). De plaats maakt deel uit van het arrondissement Toul.

## Geografie
De oppervlakte van Aboncourt bedraagt 7,1 km², de bevolkingsdichtheid is dus 16,5 inwoners per km².
De onderstaande kaart toont de ligging van Aboncourt (Meurthe-et-Moselle) met de belangrijkste infrastructuur en aangrenzende gemeenten.

## Demografie
Onderstaande figuur toont het verloop van het inwonertal (bron: INSEE-tellingen).